# Вале ди Бадија (Пиза)
Вале ди Бадија је насеље у Италији у округу Пиза, региону Тоскана.
Према процени из 2011. у насељу је живело 33 становника. Насеље се налази на надморској висини од 51 м.